# Thunbergia oubanguiensis
Thunbergia oubanguiensis är en akantusväxtart som beskrevs av Raymond Benoist. Thunbergia oubanguiensis ingår i släktet thunbergior, och familjen akantusväxter. Inga underarter finns listade i Catalogue of Life.